# Beebo Brinker
Pour les articles homonymes, voir Brinker.
Beebo Brinker (titre original : Beebo Brinker) est le titre d'un roman de Lesbian pulp fiction écrit en 1962 par Ann Bannon (pseudonyme d'Ann Weldy) ainsi que le nom éponyme du personnage principal. 
Le roman est le dernier d'une série de romans de fiction pulp connu par après sous le nom de "The Beebo Brinker Chronicles". 
Il fut publié pour la première fois en 1962 par Gold Medal Books, une deuxième fois en 1983 par Naiad Press et une troisième fois en 2001 par Cleis Press. 
Chaque édition comporte une illustration de couverture différente. 
Bien que Beebo Brinker soit sorti le dernier de la série, il est la préquelle des autres. 
Dans l'ordre de la série, Beebo Brinker est sorti après "Journey to a Woman". 
Cependant dans l'ordre des événements et des personnages de la série, l'histoire de Beebo Brinker précède de plusieurs années celle relatée dans Odd Girl Out.
Dans la préface de l'édition de 2001 du roman Odd Girl Out, Ann Bannon explique que la maison d'édition Gold Medal Books exerçait un contrôle sur l'illustration de couverture et le titre. 
C'est la maison d'édition qui organisait le titrage de la couverture. 
Les lesbian pulp fiction montraient généralement des illustrations suggestives avec des titres ambigus masquant le sujet du contenu. 
L'illustration de la couverture de la première édition de Beebo Brinker a été réalisée par Robert McGinnis.

## Critiques
Les romans pulp n'ont jamais fait l'objet de critique dans les journaux littéraires, mais le magazine The Ladder en fit une critique en 1962 et qualifia le livre de déception.
En 1969 dans une rétrospective consacrée aux livres de poche lesbiens, The Ladder déclara que Beebo Brinker était un triste échec et que la réelle histoire de Beebo se situe dans les années entre son arrivée à New York et sa rencontre avec Laura Landon.
Il est souligner que Gene Damon était un pseudonyme de Barbara Grier, fondatrice de Naiad Press, maison d'édition qui a re-réédité tous les romans d'Ann Bannon en 1983.
À la suite de la réédition de Beebo Brinker par Cleis Press en 2001, le '"'Lambda Book Report" déclara que Beebo Brinker restait, après quatre décennies, une lecture délicieuse et instructive
En 2005, l'auteur et éditeur Katherine V. Forrest inclut le chapitre 4 de Beebo Brinker dans une compilation de citations (dénommée à juste titre Lesbian Pulp Fiction) de ce qu'elle considérait comme les meilleurs exemples de livres de lesbian pulp fiction, et déclara que Beebo Brinker était certainement toujours la figure la plus emblématique de tous les romans de fiction lesbiens,,.